# Dan Steele
Daniel Steele, detto Dan (Moline, 20 marzo 1969), è un ex bobbista e multiplista statunitense.

## Biografia
Studiò all'Eastern Illinois University. Ai XIX Giochi olimpici invernali (edizione disputatasi nel 2002 a Salt Lake City, Stati Uniti d'America) vinse la medaglia di bronzo nel bob a 4 con i connazionali Brian Shimer, Doug Sharp e Mike Kohn partecipando per la nazionale statunitense, vennero superati dall'altra nazionale statunitense e da quella tedesca a cui andò la medaglia d'oro.
Il tempo totalizzato fu di 3'07"86, con un breve distacco dalle altre medagliate, 3'07"81 e 3'07"51 i loro tempi.
In atletica leggera, partecipò alla gara di decathlon ai campionati del mondo di atletica leggera 1999, finendo ottavo con 8 130 punti, mentre sempre in quell'anno vinse l'argento nel decathlon ai XVII Giochi panamericani di Winnipeg.

## Palmarès
Bob
| Anno | Manifestazione  | Sede           | Evento        | Risultato | Prestazione | Note |
| ---- | --------------- | -------------- | ------------- | --------- | ----------- | ---- |
| 2002 | Giochi olimpici | Salt Lake City | Bob a quattro | Bronzo    | 3'07"86     |      |

Atletica leggera
| Anno | Manifestazione      | Sede     | Evento    | Risultato | Prestazione | Note                                     |
| ---- | ------------------- | -------- | --------- | --------- | ----------- | ---------------------------------------- |
| 1999 | Giochi panamericani | Winnipeg | Decathlon | Argento   | 8 070 p.    |                                          |
| 1999 | Mondiali            | Siviglia | Decathlon | 8º        | 8 130 p.    | Miglior prestazione personale stagionale |